# Reynald Debaets
Pour les articles homonymes, voir Debaets.
Reynald Debaets ou De Baets (né le 9 février 1967 à Roubaix) est un footballeur français occupant le poste de milieu défensif, devenu entraîneur à l'issue de sa carrière de joueur.

## Carrière
Reynald Debaets commence le football dans la ville de Tourcoing. Il joue dans les clubs de l'AS Tourcoing puis l'ASMJ Tourcoing où il atteint le niveau de la division d'honneur. Il quitte ce club en 1988 pour rejoindre le club voisin de l'Entente sportive de Wasquehal, qui joue aussi au même niveau. Avec le club wasquehalien, Debaets monte de plusieurs niveaux pour atteindre la deuxième division en 1997. Il remporte pour cela avec son club le championnat de France de National 2 en 1995. L'ES Wasquehal bat la réserve de l'AS Cannes en finale sur le score de trois à un. En 1996-1997, le club remporte le groupe A du championnat National 1. Les Nordistes s'inclinent ensuite en finale du championnat face au Nîmes Olympique aux tirs au but après un match nul 2-2. Le club wasquehalien reste en deuxième division jusqu'en 2003 avant de redescendre à l'échelon inférieur. Debaets est lui fidèle au club jusqu'à la fin de sa carrière de joueur en 2005, année où le club est relégué du National.
Debaets devient alors l'entraîneur du club wasquehalien pendant trois saisons. Partant de CFA2, le club monte en CFA au terme de sa première saison d'entraîneur mais redescend ensuite en CFA2,. Debaets démissionne à la fin de la saison 2008-2009 et est remplacé par Régis Bogaert. L'année suivante, Debaets devient manager de l'US Tourcoing FC avant de devenir en 2011 entraîneur-adjoint au Royal Mouscron-Peruwelz.

## Palmarès
- Championnat de France de National 1
  - Vice-champion : 1997

- Championnat de France de National 2 (1)
  - Champion : 1995

## Statistiques
Le tableau ci-dessous résume les statistiques en match officiel de Reynald Debaets durant sa carrière de joueur professionnel.
| Saison                | Club                  | Championnat           | Championnat | Championnat | Coupe(s) nationale(s) | Coupe(s) nationale(s) | Total | Total |
| Saison                | Club                  | Division              | M.          | B.          | M.                    | B.                    | M.    | B.    |
| 1995-1996             | ES Wasquehal          | National 1            | 1           | 0           | 0                     | 0                     | 1     | 0     |
| 1996-1997             | ES Wasquehal          | National 1            | 0           | 0           | 1                     | 1                     | 1     | 1     |
| 1997-1998             | ES Wasquehal          | Division 2            | 32          | 5           | 3                     | 0                     | 35    | 5     |
| 1998-1999             | ES Wasquehal          | Division 2            | 26          | 0           | 3                     | 0                     | 29    | 0     |
| 1999-2000             | ES Wasquehal          | Division 2            | 31          | 1           | 1                     | 1                     | 32    | 2     |
| 2000-2001             | ES Wasquehal          | Division 2            | 29          | 1           | 5                     | 1                     | 34    | 2     |
| 2001-2002             | ES Wasquehal          | Division 2            | 21          | 1           | 1                     | 0                     | 22    | 1     |
| 2002-2003             | ES Wasquehal          | Division 2            | 3           | 0           | 0                     | 0                     | 3     | 0     |
| 2003-2004             | ES Wasquehal          | National              | 1           | 0           | 0                     | 0                     | 1     | 0     |
| 2004-2005             | ES Wasquehal          | National              | 13          | 1           | 0                     | 0                     | 13    | 1     |
| Total sur la carrière | Total sur la carrière | Total sur la carrière | 157         | 9           | 14                    | 3                     | 171   | 12    |